# Варшавський ліцей
Варшавський ліцей — загальноосвітня міська школа для паничів у Варшаві, існувала з 1804 по 1831 рік.

## Історія
Школа — Königlich-Preußisches Lyzäum zu Warschau — створена прусською владою для молоді заможних верств населення, що жили у Варшаві, тогочасній столиці Нової Східної Прусії, що утворилась після третього поділу Польщі. Прихованою ціллю було понімеччення польської молоді й виховання в ній вірності прусській короні (з подібною метою було створено Корпус кадетів у Каліші, столиці Південної Прусії). Школа мала гуманітарний нахил: там вивчали латину, грецьку, польську, німецьку, французьку, філософію, етику, а також природничо-математичні і технічні предмети, музику, верхову їзду, танці. Мала 6 класів ліцею і 2 підготовчих. У старших 6 класах до 1807 мовою викладання була німецька, а після реорганізації ліцею — французька. На початку існування ліцею дуже великий відсоток випускників складали діти із протестантських варшавських сімей, меншістю була католицька німецька молодь, також були юдеї.